# Strategic Approach to International Chemicals Management

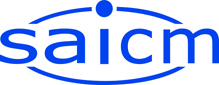
SAICM-Logo

Strategic Approach to International Chemicals Management (SAICM, deutsch: Strategischer Ansatz zum Internationalen Chemikalienmanagement) ist ein 2006 verabschiedetes unverbindliches Rahmenwerk, welches die Förderung eines nachhaltigen Chemikalienmanagements zum Ziel hat. Die negativen Auswirkungen des Einsatzes von Chemikalien auf Menschen und Umwelt sollen auf das geringstmögliche Maß gesenkt werden.
SAICM ist eine Multi-Stakeholder und multisektorale Plattform, so dass neben den maßgeblichen teilnehmenden Staaten auch Nichtregierungsorganisationen, Unternehmen und wissenschaftliche Akteure vertreten sind, die wiederum aus den Sektoren Umwelt, Gesundheit, Landwirtschaft, Arbeit und weiteren kommen.

## Ziel des strategischen Ansatzes
SAICM ist durch seine Gründungsdokumente, insbesondere die Overarching Policy Strategy (OPS; übergreifende politische Strategie), auf das Ziel verpflichtet, bis 2020 Chemikalien so zu verwenden und zu produzieren, dass erhebliche negative Effekte auf menschliche Gesundheit und die Umwelt minimiert werden (im Original: „The overall objective of the Strategic Approach is to achieve the sound management of chemicals throughout their life‑cycle so that, by 2020, chemicals are used and produced in ways that lead to the minimization of significant adverse effects on human health and the environment.“)
Im Rahmen von SAICM sind folgende Aspekte relevant:
- Umwelt-, Wirtschafts, Sozial-, Gesundheits- und Arbeitsaspekte der Chemikaliensicherheit
- Agro- und Industriechemikalien, im Hinblick auf die Förderung einer nachhaltigen Entwicklung und unter Berücksichtigung von Chemikalien in allen Lebenszyklus-Phasen inkl. in Produkten

Grundelemente von SAICM sind die übergreifende Politikstrategie und der globale Aktionsplan, in denen die zu erreichenden Ziele und deren Umsetzungsmaßnahmen formuliert sind. Zentrale Ziele der Politikstrategie sind:
- Risikominderung
- Verbesserung von Wissen und Information
- gute Regierungs- und Verwaltungsführung
- Aufbau von Kapazitäten und technische Zusammenarbeit
- Bekämpfung des illegalen internationalen Handels

## Schwerpunktthemen
SAICM hat seit 2006 verschiedene Themenbereiche festgelegt, die als emerging policy issues oder issues of concern prioritär behandelt werden und zu denen konkrete Projekte durchgeführt werden sollen.
Die emerging policy issues sind:
- Blei in Farben
- Chemikalien in Produkten
- Gefährliche Substanzen im Lebenszyklus von elektrischen und elektronischen Produkten
- Nanotechnologie und Nanomaterialien
- Endokrine Disruptoren

Die issues of concern sind:
- Perfluorierte Chemikalien und der Übergang zu  sicheren Alternativen
- Sehr gefährliche Pestizide

## Organisation

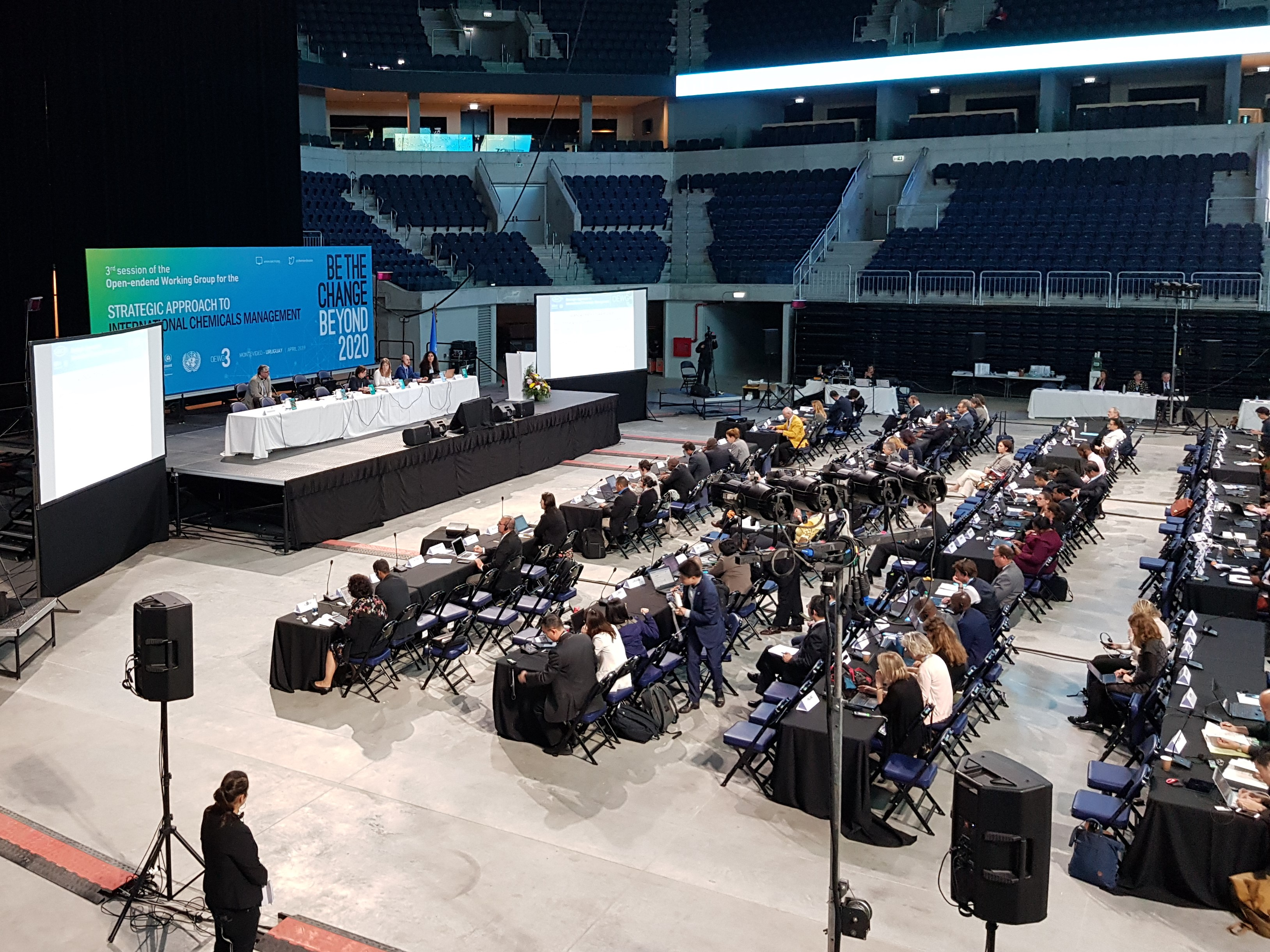
Verhandlungen über den Strategischen Ansatz im April 2019 in Montevideo

Das maßgebliche Entscheidungsgremium für den Strategischen Ansatz ist die alle drei bis fünf Jahre stattfindende Internationale Chemikalienmanagement-Konferenz (ICCM) (englisch International Conference on Chemicals Management), auch Weltchemikalienkonferenz  genannt. Die ICCM dient dazu, den bisherigen Fortschritt zu überprüfen, neue Schwerpunkte festzulegen sowie Budget und Aktivitäten des Sekretariats zu beschließen.
Die bisherigen Treffen der ICCM waren:
- 2006: ICCM in Dubai
- 2009: ICCM2 in Genf
- 2012: ICCM3 in Nairobi
- 2015: ICCM4 in Genf
- Die ICCM5 war für Oktober 2020 in Bonn geplant, wurde jedoch aufgrund der Covid19-Epidemie zunächst abgesagt und im September 2023 nachgeholt.

Mit Stand Dezember 2016 gab es 181 nationale Anlaufstellen, 16 zwischenstaatliche Anlaufstellen sowie 99 Anlaufstellen bei Nichtregierungsorganisationen. In Deutschland ist die nationale Anlaufstelle das Umweltbundesamt, in der Schweiz das Bundesamt für Umwelt und in Österreich das Bundesministerium für Nachhaltigkeit und Tourismus.
Unter den internationalen Umweltschutz- und Gesundheitsorganisationen der Zivilgesellschaft sind unter anderem IPEN, das Pesticide Action Network, das Center for International Environmental Law und Health Care Without Harm in SAICM aktiv.
Das Sekretariat befindet sich am Sitz des Umweltprogramms der Vereinten Nationen in Genf.

## Reformprozess „beyond 2020“
Auf der vierten internationalen Chemikalienmanagement-Konferenz (ICCM4) beschlossen die Delegierten, Vorkehrungen für die Zeit nach 2020 zu treffen. Da SAICM maßgeblich das 2020-Ziel verfolgt, ist eine Erneuerung der Grundlagen des Strategischen Ansatzes notwendig.
In der maßgeblichen Resolution IV/4 von 2015 ist verankert, dass ein intersessional process eingerichtet wird, der auf drei oder vier Treffen Vorschläge für die Zukunft von SAICM und das internationale Chemikalienmanagement erarbeiten soll.